# Dawna zabudowa pierzei zachodniej placu Nowy Targ we Wrocławiu
Dawna zabudowa pierzei zachodniej placu Nowy Targ we Wrocławiu – zachodnia część placu Nowy Targ we Wrocławiu.

## Zarys historyczny
Pierwsze zarysy placu Nowy Targ powstały ok. 1260 roku, kiedy to zlikwidowano zabudowy między ulicami Piaskową, Krowią, Jodłową, Kotlarską i na przedłużeniu ulicy Nożowniczej. Cały teren został wówczas wyrównany podsypem piaskowym i gruzem fachwerkowym. Po powstaniu placu połączono go z Rynkiem ulicą Kotlarską mającą wówczas solidną drewnianą nawierzchnię. Ostateczny kształt placu został nadany w okresie trzeciej lokacji w 1261 roku; wówczas miasto Wrocław otrzymało prawo magdeburskie.
Pierzeja zachodnia placu rozciąga się od ulicy Nożowniczej (Klempner Gasse) (od północy) po ulicę Kotlarską (Beckergasse) od południa, przy czym od południa w miejscu obecnej Kotlarskiej znajdowały się Nowymi Jatkami nazwane również „Małymi Jatkami”. Po raz pierwszy zachodnia strona placu wspomniana była w zachowanych dokumentach z 1345 roku przy okazji opisu budynku stojącego pod komorami tłuszczowymi, czyli w przy narożniku południowo-zachodnim placu obok jatek. Według księgi szosu z 1403 roku zachodnia pierzeja placu nazywana była Pomerysche zyte (według Jerzego Niegody z Encyklopedii Wrocławia od 1391 roku), co miało być związane z Pomorzem i z handlem rybami. Również i wzniesione tu kamienice miały swoje nazwy związane z handlem morskim: kamienica Pod Szkunerem (kamienica nr 43 Schoen albo Skanoer), kamienica Rozewie (nr 41/42 Rezeheubt), kamienica Pod Statkiem Morskim (nr 44 "Meerschiff" lub od 1731 roku "Seeschif") znana również od 1825 roku jako "Pod Błękitnym Statkiem" ("Blaues Schiff"). Pierzeję zachodnią czasem określano również jako „strona Pucharników” (Pod Pucharnikami, od 1428) lub „strona Bednarzy” (Pod Bednarzami od 1433 roku). Przed pierzeją do połowy XIX wieku znajdowały się kramy handlarzy drewnem, krupników i handlarzy masłem. W sobotę po tej stronie placu rozkładali się wieśniacy z deskami, płotami i innymi wyrobami drewnianymi, a w okresie jarmarków wykładali swoje towary bednarze, stolarze i garncarze.

## Architektura kamienic

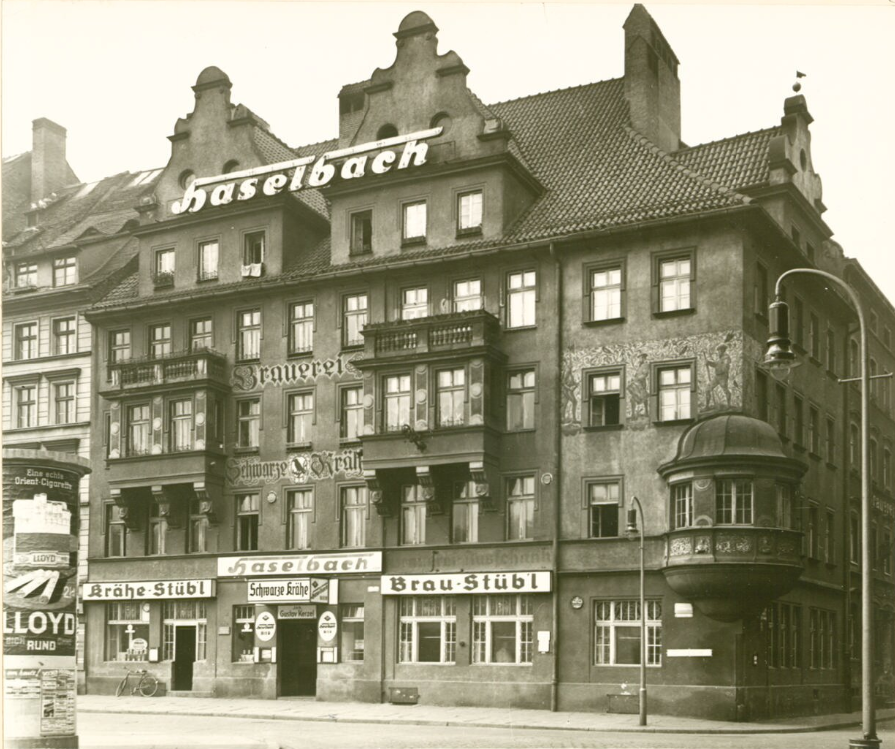
Kamienica Pod Czarną Wroną

W pierzei zachodniej przez wieki utrzymywał się ten sam podział działek; znajdowało się tu trzynaście, a po 1906 jedenaście działek o numerach od 34 do 46. W okresie średniowiecznym były to wąskie kamienice szczytowe, przebudowywane z biegiem lat na renesansowe lub barokowe. Głębokość większości działek wynosiła 50 łokci, z wyjątkiem trzech kamienic w południowej części pierzei (4-543), gdzie ich głębokość warunkowana jest kamienicami stojącymi przy ulicy Kotlarskiej. Szerokość kamienic dla sześciu kamienic nie przekraczała 10 łokci, trzech kolejnych oscyluje między 10 a 12 łokciami, a najszersze nie były większe niż 17 łokci. Od południowej strony pierzei narożnym budynkiem była kalenicowa kamienica nr 45, w której na początku XX wieku znajdował się dom handlowy "Oskar Daehmel". Kolejnymi budynkami jest sześć wąskich dwu- i trzyosiowych kamienic o wysokości do sześciu kondygnacji łącznie ze szczytem. Kamienice te zostały wybudowane pod koniec XVIII wieku. Za nimi usytuowane były trzy wysokie i szerokie kalenicowe domy, a dalej trzy wąskie kamienice wyburzone w XIX wieku. W ich miejsce została wzniesiona kamienica Pod Czarną Wroną.
W pierzei zachodniej, podobnie jak i w innych pierzejach tego placu, kamienice nosiły malownicze nazwy własne. Poza wymienionymi kamienicami o nazwach związanych z handlem morskim były tu również: kamienica Pod Głową Jana (nr 36), kamienica Pod Białym Bocianem (nr 38), Kamienica Pod Złotym Słońcem (nr 41), kamienica Pod Świerkiem (nr 42) i kamienica Pod Głową Lwa (43).

### Kamienica Pod Czarną Wroną
Kamienica narożna zajmująca dwie działki o numerze 34-35. Kamienica przebudowana w 1906 roku według planu architekta Ericha Grau. W kamienicy znajdował się od 1870 roku browar Schwarze Krähe.

### Kamienica Pod Białym Bocianem
Kamienica 38 w 1700 roku była czterokondygnacyjnym budynkiem o trzyosiowej fasadzie zakończonej szczytem w formie dwukondygnacyjnej aediculi zwieńczonym trójkątnym tympanonem otoczonym wolutami. W XVIII lub na początku XIX wieku budynek został przebudowany w dużą kalenicową kamienicę.

### Kamienica nr 39
Kamienica trzypiętrowa była przebudowywana w 1646 roku, kiedy nadano jej manierystyczną fasadę. W portalu znajdowała się stolarka drzwiowa z lat siedemdziesiątych XVIII wieku, prawdopodobnie z 1674 roku. Budynek był trzytraktowy, w trakcie środkowym znajdowała się klatka schodowa.

### Kamienica nr 40
Kamienica trzykondygnacyjna po 1750 roku została przebudowana. Jej fasadzie nadano barokowa formę: jej szczyt miał dwukondygnacyjną, jednoosiową aediculę zakończoną tympanonem i otoczoną wolutowymi spływami.  

### Kamienica Pod Świerkiem
Kamienica nr 42 była po przebudowie w XVIII wieku kamienicą pięciokondygnacyjną, trzyosiową. Podobnie jak sąsiednie kamienice, posiadała szczyt w formie jednoosiowej i jednokondygnacyjnej aediculi z trójkątnym tympanonem otoczonym spływami. W kamienicy znajdowała się apteka Eduarda Grossa, a następnie wytwórnia likierów E.Gross "Brahma-putra".

### Kamienica Pod Błękitnym Okrętem
Kamienica nr 44 prawdopodobnie została wzniesiona po 1700 roku w miejsce wcześniejszej budowli. Otrzymała wówczas barokową formę. Była budynkiem pięciokondygnacyjnym, dwuosiowym, zwieńczonym szczytem w formie jednookiennej aediculi z trójkątnym tympanonem. Pomiędzy oknami, na wysokości kondygnacji, znajdowały się pasowe gzymsy międzykondygnacyjne, a w narożach znajdowały się boniowane lizeny. Nad oknami trzech pierwszych pięter umieszczone były naczółki w formie prostych odcinków gzymsu wspartych na płaskich wolutowych konsolach. Kamienica nosiła kilka nazw: "Pod Statkiem Morskim" ("Meerschiff" lub od 1731 roku "Seeschif"); od 1825 roku "Pod Błękitnym Statkiem" ("Blaues Schiff").

### Kamienica nr 45
Była to narożna czterokondygnacyjna, czteroosiowa od strony placu i dwuosiowa od ulicy Kotlarskiej kamienica. Od ulicy Kotlarskiej fasada wykończona była dwukondygnacyjnym szczytem, trzyosiowym w dolnej kondygnacji i jednoosiowym w drugiej zakończonym spływami. Wejście do kamienicy znajdowało się jednak od placu Solnego. Około 1900 roku została przebudowana; fasada otrzymała neobarokowe ozdoby, nad oknami umieszczono naczółki w formie prostych odcinków gzymsu wspartych na płaskich wolutowych konsolach. Na parterze znajdowała się dom handlowy "Oskar Daehmel".

## Po 1945
Wszystkie kamienice w pierzei zachodniej uległy zniszczeniu w 1945 roku. W ich miejsce wzniesiono budynki mieszkalne złożone z naprzemiennie rozmieszczonych 5- i 6-kondygnacyjnych segmentów z balkonami, skośnymi połaciami dachowymi pokrytymi blacha falistą oraz wysokimi ceglanymi kominami.